# ران کویچ
رونالد لارنس کویچ (انگلیسی: Ronald Lawrence Kovic؛ زادهٔ ۴ ژوئیه ۱۹۴۶) کنش‌گر ضد جنگ و نویسنده آمریکایی است. او تفنگ‌دار پیشین سپاه تفنگداران دریایی ایالات متحده بود که در جنگ ویتنام زخمی و فلج شد. از شرح حال او به نام متولد چهارم ژوئیه (۱۹۷۶) در سال ۱۹۸۹ فیلمی به کارگردانی الیور استون ساخته شد که برندهٔ جایزهٔ اسکار شد.
کویچ در ۲۰ ژانویه ۱۹۹۰، ۲۲ سال پس از روزی که در ویتنام زخمی شد، جایزهٔ گلدن گلوب بهترین فیلم‌نامه را دریافت کرد و در همین دسته‌بندی نامزد دریافت جایزهٔ اسکار شد.
وی همچنین برندهٔ جوایزی همچون پرپل هارت و نشان ستاره برنزی شده است.